# Goulien
Goulien (en bretó Goulien) és un municipi francès, situat a la regió de Bretanya, al departament de Finisterre. L'any 2006 tenia 418 habitants.

## Demografia
| 1962                                       | 1968 | 1975 | 1982 | 1990 | 1999 |  |
| ------------------------------------------ | ---- | ---- | ---- | ---- | ---- |  |
| 721                                        | 667  | 617  | 566  | 512  | 428  |  |
| Des de 1962: població sense dobles comptes |      |      |      |      |      |  |

## Administració
| Període | Identitat     | Partit |
| ------- | ------------- | ------ |
| 2001-   | Henri Goardon |        |